# سيرجيو فييرا دي ميلو
سيرجيو فييرا دي ميلو ((بالبرتغالية: Sérgio Vieira de Mello)؛ 15 مارس 1948 في ريو دي جانيرو – 19 أغسطس 2003) هو برازيلي الجنسية عمل دبلوماسياً لدى الأمم المتحدة لمدة 34 عاماً في دول عديدة كان آخرها العراق. حيث قُتل في تفجير مبنى الأمم المتحدة في بغداد يوم 19 أغسطس 2003 بواسطة سيارة مفخخة وقُتل معه ما لا يقل عن 20 شخصاً بينهم عراقيون وأجانب وجاء هذا الحادث بعد أشهر قليلة من غزو العراق. تبنّى التفجير فيما بعد تنظيم التوحيد والجهاد بزعامة أبو مصعب الزرقاوي الذي أصبح فيما بعد جزءاً من تنظيم القاعدة.

## السيرة الذاتية والمسيرة المهنية
ولد فييرا دي ميلو في ريو دي جانيرو للدبلوماسي أرنالدو فييرا دي ميلو وزوجته جيلدا دوس سانتوس في 15 مارس 1948. كان لديه أخت أكبر منه اسمها سونيا التي عانت من الفصام طوال حياتها البالغة. تابعت العائلة مناصب أرنالدو الدبلوماسية حيث أمضى سيرجيو سنواته الأولى في بوينس آيرس وجنوة وميلانو وبيروت وروما. في عام 1965 كان يدرس الفلسفة في الجامعة الاتحادية لريو دي جانيرو ولكن نظرا لتعطيل الفصول الدراسية بشكل متكرر بسبب الإضرابات اختار مواصلة تعليمه في أوروبا. واصل دراسته في جامعة باريس حيث درس الفلسفة على يد فلاديمير يانكليفيتش. وأثناء وجوده هناك أقام في شقة في بيت الأرجنتين وهو سكن الطلاب في المدينة الجامعية الدولية في باريس المخصص للطلاب الذين لديهم عائلات من أمريكا اللاتينية. شارك في أعمال الشغب الطلابية عام 1968 في باريس ضد حكومة شارل ديغول وأصيب في رأسه بهراوة الشرطة مما تسبب في تشوه دائم فوق عينه اليمنى. كما كتب رسالة نشرت في المجلة اليسارية الفرنسية "كومبات" لدعم أعمال الشغب مما جعل عودته إلى البرازيل في هذه المرحلة الدكتاتورية العسكرية يحتمل أن تكون خطيرة. وهكذا بعد تخرجه من جامعة السوربون عام 1969 انتقل إلى جنيف للإقامة مع صديق للعائلة ووجد وظيفته الأولى كمحرر في المفوضية السامية للأمم المتحدة لشؤون اللاجئين.
من المفوضية السامية للأمم المتحدة لشؤون اللاجئين انتقل فييرا دي ميلو إلى الميدان في بنغلاديش خلال حرب الاستقلال عام 1971 والسودان عام 1972 بعد اتفاقية أديس أبابا التي أنهت الحرب الأهلية السودانية الأولى وسمحت بعودة حوالي 650,000 لاجئ ونازح سوداني وقبرص بعد الغزو التركي عام 1974.
كانت هذه المهام المبكرة عملياتية وليست سياسية. كان يساعد في تنظيم المساعدات الغذائية والمأوى وأنواع أخرى من المساعدات للاجئين. بقي فييرا دي ميلو في الميدان حيث تم تعيينه في موزمبيق لمساعدة اللاجئين الفارين من حكم البيض والحرب الأهلية في زيمبابوي (في ذلك الوقت روديسيا) حيث كان نائبا لرئيس المكتب. ونظرا لغياب رئيسه فقد كان يدير المهمة بشكل فعال.
في بداية حياته المهنية حصل أيضا على درجة الماجستير في الفلسفة الأخلاقية والدكتوراه عن طريق المراسلة من جامعة السوربون. وكانت أطروحته للدكتوراه التي قدمها عام 1974 بعنوان دور الفلسفة في المجتمع المعاصر. وفي عام 1985 قدم درجة دكتوراه "دولة" ثانية وهي أعلى درجة في نظام التعليم الفرنسي بعنوان "المواطنة القصوى: الأصول والأسس والأهمية الفلسفية والسياسية لمفهوم فوق القومية". بالإضافة إلى لغته الأم البرتغالية كان فييرا دي ميلو يجيد اللغات الإنجليزية والإسبانية والإيطالية والفرنسية بالإضافة إلى بعض المحادثة بالعربية والتيتومية.
قضى فييرا دي ميلو ثلاث سنوات مسؤولا عن عمليات المفوضية في موزمبيق خلال الحرب الأهلية التي أعقبت استقلالها عن البرتغال في عام 1975 وثلاث سنوات أخرى في بيرو. عمل فييرا دي ميلو أيضا كمبعوث خاص للمفوضية السامية للأمم المتحدة لشؤون اللاجئين في كمبوديا كونه الممثل الأول والوحيد للأمم المتحدة الذي أجرى محادثات مع الخمير الحمر. أصبح مستشارا سياسيا كبيرا لقوة الأمم المتحدة المؤقتة في لبنان بين عامي 1981 و1983. وفي عام 1985 عاد إلى أمريكا اللاتينية ليعمل كرئيس لمكتب الأرجنتين في بوينس آيرس.
أمضى التسعينيات في إزالة الألغام الأرضية في كمبوديا ثم في يوغوسلافيا. وبعد عمله على مشكلة اللاجئين في وسط أفريقيا تم تعيينه مساعدا للمفوض السامي لشؤون اللاجئين في عام 1996 ثم أصبح وكيلا للأمين العام للشؤون الإنسانية ومنسقا للإغاثة في حالات الطوارئ بعد ذلك بعامين. وقد شغل هذا المنصب بالتزامن مع آخرين حتى يناير 2001. وكان مبعوثا خاصا للأمم المتحدة في كوسوفو بعد سيطرة الأمم المتحدة على الإقليم الصربي في عام 1999.
كان لفييرا دي ميلو دورا فعالا في التعامل مع قضية ركاب القوارب في هونغ كونغ. وفي منتصف عام 2000 زار فيجي برفقة دون مكينون الأمين العام لدول الكومنولث في محاولة للمساعدة في إيجاد تسوية تفاوضية لحالة الرهائن التي تم فيها اختطاف رئيس وزراء فيجي وأعضاء آخرين في البرلمان واعتقالهم. تم احتجازهم كرهائن خلال الانقلاب الفيجي عام 2000.
قبل أن يصبح مفوض الأمم المتحدة السامي لحقوق الإنسان في عام 2002 كان مديرا انتقاليا للأمم المتحدة في تيمور الشرقية من ديسمبر 1999 إلى مايو 2002 حيث قام بتوجيه المقاطعة السابعة والعشرين في إندونيسيا السابقة نحو الاستقلال. وكان أيضا ممثلا خاصا في كوسوفو لفترة أولية مدتها شهرين وكان منسقا للعمليات الإنسانية في مقر الأمم المتحدة.
في مايو 2003 تم تعيين فييرا دي ميلو ممثلا خاصا للأمين العام للأمم المتحدة في العراق وهو التعيين الذي كان من المقرر في البداية أن يستمر لمدة أربعة أشهر. ووفقا لما ذكره الصحفي جيمس تروب في مجلة نيويورك تايمز في كتابه أفضل النوايا فإن فييرا دي ميلو رفض التعيين ثلاث مرات قبل أن يتعرض كوفي أنان لضغوط من الرئيس الأمريكي جورج بوش الابن وكونداليزا رايز. وفقا لسامانثا باور في كتابها سيرجيو: كفاح رجل واحد لإنقاذ العالم التقى فييرا دي ميلو ببوش في اجتماع عقد في مارس 2003 حيث ناقش الرجلان حالة حقوق الإنسان في معسكر اعتقال خليج جوانتانامو قضية مثيرة للجدل بالنسبة للولايات المتحدة. وفي يونيو 2003 كان فييرا دي ميلو جزءا من الفريق المسؤول عن تفتيش سجن أبو غريب قبل إعادة بنائه.

## الوفاة

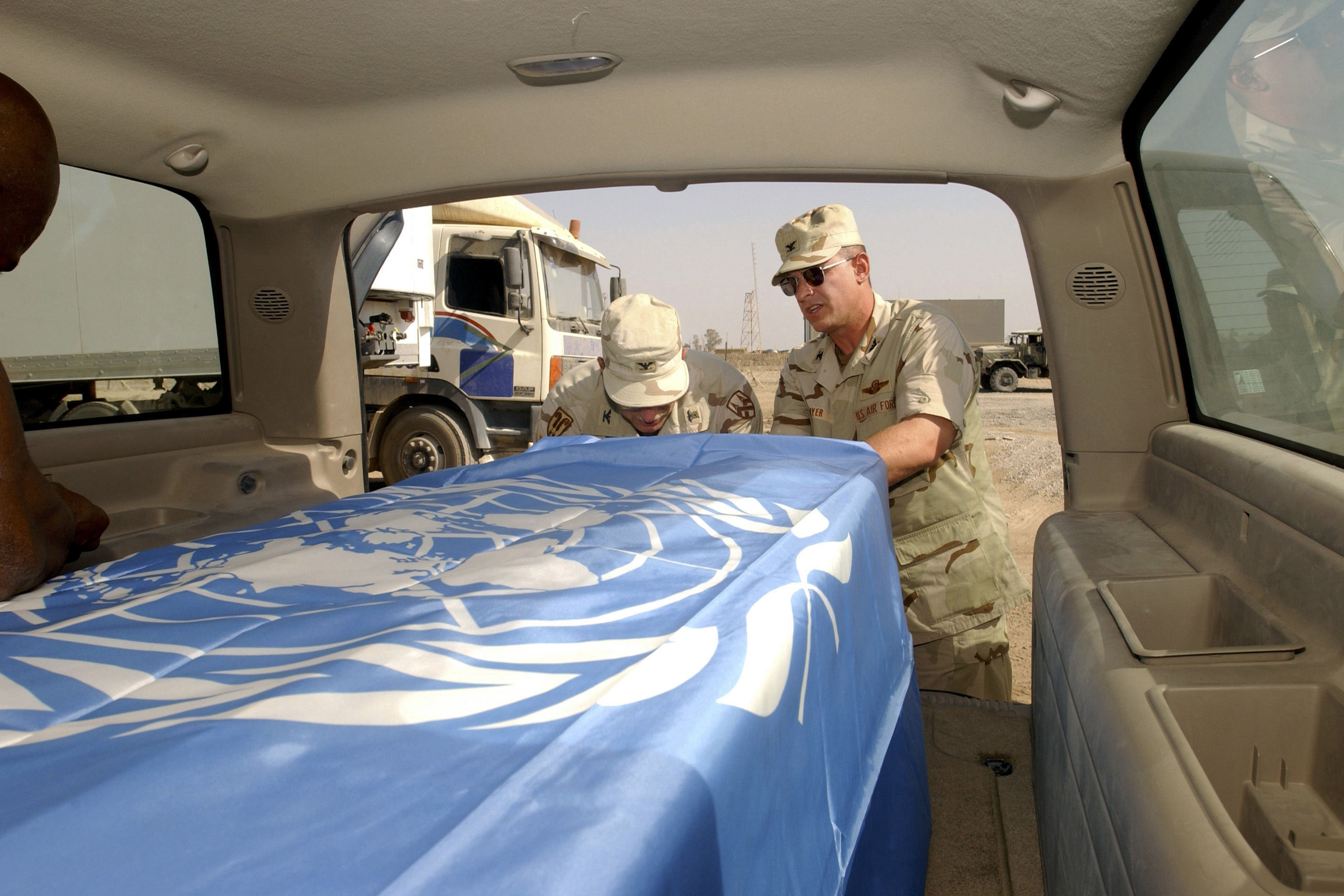
جنود أمريكيون يضعون نعش فييرا دي ميلو في سيارة دفع رباعي.

كان فييرا دي ميلو يعمل ممثلا خاصا للأمم المتحدة في العراق عندما قُتل في تفجير فندق القناة. وأعلن أبو مصعب الزرقاوي زعيم تنظيم القاعدة الإرهابي مسؤوليته عن التفجير. وجاء في بيان صادر عن تنظيم القاعدة أن دي ميلو اغتيل لأنه ساعد تيمور الشرقية على أن تصبح دولة مستقلة وبالتالي سرقة الأراضي من الخلافة الإسلامية.
وقد ورد ذكره في بعض الدوائر كمرشح مناسب لمنصب الأمين العام للأمم المتحدة. وقد حزن على وفاته على نطاق واسع ويرجع ذلك إلى حد كبير إلى سمعته في العمل الفعال لتعزيز السلام. على الرغم من رغبته المعلنة في أن يُدفن في ريو دي جانيرو مسقط رأسه المكان الذي عاش فيه لمدة 34 عاما وحيث أقيمت له جنازة رسمية مع مرتبة الشرف العسكرية الكاملة حضرها الرئيس لويس إيناسيو لولا دا سيلفا وغيره من كبار الشخصيات الدولية تم نقل جثته من البرازيل ودفن في مقبرة سيميتيير دي روا في جنيف بسويسرا. وقد خلف ولدين وهما أدريان ولوران.

## الحياة الشخصية
في عام 1973 التقى وتزوج آني بيرسوناز وهي موظفة فرنسية في مقر المفوضية السامية للأمم المتحدة لشؤون اللاجئين في جنيف وأنجب منها ولدين وهما لوران وأدريان. كانوا يعيشون في بلدة تونون لو بان الفرنسية قبل أن ينتقلوا بعد سنوات قليلة إلى منزل دائم في قرية ماسونجي الفرنسية بالقرب من حدود جنيف.
على الرغم من استمرار زواجهما إلا أنهما انفصلا قبل وفاة سيرجيو مع رفع دعوى طلاق في 9 يناير 2003 والتي لم يتم تنفيذها أبدا.
منذ عام 2001 فصاعدا كان على علاقة مع كارولينا لاريرا التي التقى بها في تيمور الشرقية حيث عملت كجزء من موظفي دعم الخدمة العامة في بعثة الأمم المتحدة.
كان لدى سيرجيو وكارولينا اتحاد استمر حتى وفاته. كان الاتحاد المدني الساري في البرازيل على الرغم من كون الجمع بين زوجتين غير قانوني نتيجة دعوى قضائية فاز بها لارييرا ضد زوجته وورثته وممتلكاته بعد عملية استمرت أكثر من عشر سنوات.
فشلت الأمم المتحدة في الاعتراف رسميا بالاتحاد بين سيرجيو وكارولينا. وتدعي كارولينا أنه تم استبعادها من قائمة الناجين من تفجير فندق القناة ولم تؤخذ تعليقاتها في الاعتبار في التقرير المتعلق بالهجوم. بعد وفاته لم تتم دعوتها إلى أي من احتفالات الأمم المتحدة في حياته بينما اعترفت الأمم المتحدة بالزوجة السابقة آني كأرملة سيرجيو.
لا تزال آني تعيش في فرنسا وشاركت في تأسيس مؤسسة خيرية سويسرية وهي مؤسسة سيرجيو فييرا دي ميلو مع ولديه وأصدقائه المقربين وزملائه لتكريم اسمه وذكراه.

## الجوائز والتقدير
حصل فييرا دي ميلو على عدد من الجوائز والأوسمة بعد وفاته أهمها وسام جوقة الشرف وهو أعلى وسام فرنسي يُمنح لأرملته وولديه في جنيف كما حصل على وسام ريو برانكو وهو أعلى وسام من فرنسا. ستمنح حكومة البرازيل لمواطن وسام بيدرو إرنستو وهو أعلى وسام في مسقط رأسه في ريو دي جانيرو في عام 2003. وفي أبريل 2004 حصل سيرجيو فييرا دي ميلو بعد وفاته على "جائزة رجل الدولة لهذا العام" من قبل معهد الشرق والغرب. وفي عام 2004 أيضا حصل على جائزة السلام الدولية باكس كريستي.
بمبادرة من جمعية فيلا ديسيوس أنشئت الجائزة البولندية لسيرجيو فييرا دي ميلو في عام 2003 بهدف تعزيز حقوق الإنسان والديمقراطية والتسامح وكانت نسختها الأولى في عام 2004.

### مركز سيرجيو فييرا دي ميلو
تم تأسيس مركز سيرجيو فييرا دي ميلو على يد والدته جيلدا فييرا دي ميلو وزوجة سيرجيو الباقية على قيد الحياة كارولينا لاريرا وهي أيضا دبلوماسية سابقة في الأمم المتحدة ومحترفة تدربت في جامعة هارفارد لتكريم إرثه ويعمل مع شبكة من المؤيدين خارج البرازيل. بلد جنسية سيرجيو وتيمور الشرقية الدولة التي ساعد في إنشائها – حول العالم.
يعمل مركز سيرجيو فييرا دي ميلو من خلال شبكة وطنية من الجامعات المتخصصة في العلاقات الدولية وجيل المستقبل من سفراء العالم. وعلى وجه التحديد يركز مركز سيرجيو فييرا دي ميلو على استخدام التكنولوجيا وريادة الأعمال والشبكات لحشد الموجهين والتلاميذ وبناء نموذج سلام مستدام يمكن تكراره بسهولة. وهي تشرك مهندسين ومتخصصين في مجال التعليم في جامعة هارفارد ومعهد ماساتشوستس للتكنولوجيا لتمكين المجتمعات المحلية والمدارس. يقوم المركز بمطابقة محترفي الأبراج العاجية مع قاعدة الهرم والشباب المحرومين وتحديد الفرص التي يمكن الحصول عليها بسهولة. ومن خلال أنباري تقوم الرابطة الوطنية لمحترفي العلاقات الدولية بتعبئة الكونجرس للحصول على المزيد من الموارد لإضفاء الطابع المهني على هذا القطاع.
يشارك المركز ويدعم بشكل نشط شبكة تضم أكثر من مائة مدرسة ومؤسسة تحمل اسم سيرجيو في البرازيل وخارجها ويوفر أدوات تعليمية ومواد عينية. كما أنها تدير جائزة جيلدا فييرا دي ميلو المخصصة لابنها سيرجيو فييرا دي ميلو والتي تُمنح سنويا في جنيف خلال المهرجان السينمائي الدولي ومنتدى حقوق الإنسان. تأتي الجائزة مع جائزة مالية قدرها 5000 فرنك سويسري.

### مؤسسة سيرجيو فييرا دي ميلو
تم إنشاء مؤسسة سيرجيو فييرا دي ميلو في عام 2007 لتكريم ذكراه والسعي وراء مُثُله ومواصلة مهمته غير المكتملة. تأسست المؤسسة في جنيف بمبادرة من ولديه وزوجته المنفصلة مع بعض الأصدقاء والزملاء. في عام 2008 أطلق كوفي عنان المحاضرة السنوية الأولى تلاه محاضرة ساداكو أوكاتا في عام 2009 وبرنار كوشنار في عام 2010 ودوراو باروسو في عام 2011 وكورنيليو سوماروغا في عام 2012. وتجري المحاضرات في المعهد العالي للدراسات الدولية والتنمية في جنيف.
في 11 ديسمبر 2008 دخلت الجمعية العامة للأمم المتحدة التاريخ عندما اعتمدت قرار الجمعية العامة رقم A/63/L.49 برعاية السويد بشأن تعزيز تنسيق مساعدات الطوارئ التي تقدمها الأمم المتحدة وهو من بين القرارات الإنسانية المهمة الأخرى. قررت الأمم المتحدة تحديد يوم 19 أغسطس يوما عالميا للعمل الإنساني. ويمنح القرار لأول مرة تقديرا خاصا لجميع العاملين في المجال الإنساني وموظفي الأمم المتحدة والموظفين المرتبطين بها الذين عملوا في تعزيز القضية الإنسانية وأولئك الذين لقوا حتفهم أثناء أداء واجبهم ويحث جميع الدول الأعضاء وكيانات الأمم المتحدة على الدول في حدود الموارد المتاحة وكذلك المنظمات الدولية الأخرى والمنظمات غير الحكومية لملاحظته سنويا بالطريقة المناسبة. وكخلفية لهذا القرار التاريخي قررت عائلة سيرجيو فييرا دي ميلو العمل من أجل الاعتراف بيوم 19 أغسطس باعتباره تكريما يليق بجميع العاملين في المجال الإنساني. في أوائل إبريل 2008 أعد مجلس إدارة مؤسسة سيرجيو فييرا دي ميلو مشروع قرار ستتم رعايته واعتماده من قبل الجمعية العامة بتعيين يوم 19 أغسطس يوما عالميا للعمل الإنساني. ووافقت فرنسا وسويسرا واليابان والبرازيل التي اتصلت بمشروع القرار على المشاركة في تقديمه.
أسس سيرجيو فييرا دي ميلو برنامج الأمم المتحدة لحقوق الإسكان الذي يعد حاليا جزءا من برنامج الأمم المتحدة للمستوطنات البشرية ويهدف إلى "مساعدة الدول وأصحاب المصلحة الآخرين في تنفيذ التزاماتهم في جدول أعمال الموئل".
بعد وفاته خصصت مدينة بولونيا الإيطالية لسيرجيو فييرا دي ميلو ساحة (بيازا سيرجيو فييرا دي ميلو) تقع في الجزء الحديث من الحي المركزي نافيل.
كانت حياة فييرا دي ميلو موضوع فيلم السيرة الذاتية لعام 2020 سيرجيو بطولة واغنر مورا في دور البطولة.

## التسلسل الزمني الوظيفي
عمل ديميللو في دول عديدة ساعيا لنشر السلام فيها مثل:
- بنغلاديش: عمل في مجال إغاثة اللاجئين خلال عام 1971 وهي السنوات التي أعقبت استقلالها عن باكستان.
- السودان: حيث عمل في إغاثة اللاجئين هناك.
- قبرص: عمل خلال الأزمة مع تركيا عام 1974.
- موزمبيق: عمل فيها لمدة الثلاث سنوات التي تبعت استقلالها من البرتغال عام 1975. وكذلك عمل كمنسق إقليمي للأمم المتحدة من أجل منطقة البحيرات الكبرى في أفريقيا.
- البيرو:عمل فيها لثلاث سنوات أخرى.
- كمبوديا:عمل مبعوثا خاصا لمفوضية الأمم المتحدة لشؤون اللاجئين خلال أزمة الخمير الحمر، ومديرا لعمليات الإعادة للوطن لدى سلطة الأمم المتحدة الانتقالية في كمبوديا.
- لبنان: بين عامي 1981 و 1983.
- البوسنة:في تسعينيات القرن الماضي، حيث عمل رئيسا للشؤون المدنية لدى قوة الأمم المتحدة للحماية في يوغوسلافيا السابقة، خلال فترة الحرب الأهلية.
- كوسوفو: عام 1999 خلال أزمة البلقان التي نشبت في يوغوسلافيا بين الصرب والألبان، عمل بصفته الممثل الخاص المؤقت للأمين العام للأمم المتحدة، حيث قام بإنشاء بعثة الأمم المتحدة هناك.
- تيمور الشرقية: خلال اضطرابات تيمور الشرقية التي كانت تابعة لأندونيسيا قبل استقلالها.
- العراق: عام 2003 في الفترة التي تبعت الغزو على العراق حيث اغتيل هناك بحادثة تفجير مبنى الأمم المتحدة.

## روابط خارجية
- سيرجيو فييرا دي ميلو على موقع IMDb (الإنجليزية)
- سيرجيو فييرا دي ميلو على موقع مونزينجر (الألمانية)
- سيرجيو فييرا دي ميلو على موقع إن إن دي بي (الإنجليزية)

## وصلات خارجية ذات علاقة
- Sergio Vieira de Mello Foundation
- BBC News - Obituary: Sergio Vieira de Mello
- من السي ان ان
- "En Route to Baghdad" directed by Brazilian journalist Simone Duarte
- USP "Sergio Vieira de Mello: pensamento e memória" . (باللغة البرتغالية).
- نسخة محفوظة 20 ديسمبر 2005 على موقع واي باك مشين. Sergio Vieira de Mello *[http://www.ohchr.org/english/about/hc/vieira.htm UNHCHR Sergio Vieira de Mello
- PBS Independent Lens pages on "En Route To Baghdad"
- UNHREP. المشروع النهائي لرجل السلام
- مجلة الجزيرة مقالة عن ديميللو.

## مقابلات لدي ميلو
- Interview with Human Rights Features نسخة محفوظة 16 يوليو 2012 على موقع واي باك مشين.
- Interview
- مقابلة مع البي بي سي